# 陶尔
陶尔，是匈牙利诺格拉德州所辖的一个村。总面积27.34平方公里，总人口1903，人口密度69.6人/平方公里（2011年1月1日）。